# نيكولاي ماسبانوف
نيكولاي ماسبانوف (ولد في 22 ديسمبر 1945 في تالين ) هوسياسي إستوني. كان عضوا في الهيئة التشريعية في استونيا المعروف باسم ريجيكوغو الثامن. 